# 锡尔瓦 (米兰达-杜多鲁)
锡尔瓦是葡萄牙布拉干萨区的一个堂区。总面积31.44平方公里，总人口310人，人口密度9.9人/平方公里。